# MTV Movie Awards 2002

Logo

L'11ª edizione degli MTV Movie Awards si è svolta il 1º giugno 2002 allo Shrine Auditorium di Los Angeles, California, ed è stata presentata da Jack Black e Sarah Michelle Gellar.

## Performance musicali
Nel corso dello spettacolo si sono esibiti:
- The White Stripes
- Kelly Osbourne
- Eminem

## Parodie (Movie Spoofs)
Nel corso dello spettacolo sono stati parodiati:
- Il Signore degli Anelli - La Compagnia dell'Anello
- Spider-Man
- Panic Room

## Vincitori e candidati
I vincitori sono indicati in grassetto.

### Miglior film (Best Movie)
- Il Signore degli Anelli - La Compagnia dell'Anello (The Lord of the Rings: The Fellowship of the Ring), regia di Peter Jackson
- Black Hawk Down - Black Hawk abbattuto, regia di Ridley Scott
- Fast and Furious (The Fast and the Furious), regia di Rob Cohen
- La rivincita delle bionde (Legally Blonde), regia di Robert Luketic
- Shrek, regia di Andrew Adamson e Vicky Jenson

### Miglior performance maschile (Best Male Performance)
- Will Smith - Alì (Ali)
- Russell Crowe - A Beautiful Mind
- Vin Diesel - Fast and Furious (The Fast and the Furious)
- Josh Hartnett - Pearl Harbor
- Elijah Wood - Il Signore degli Anelli - La Compagnia dell'Anello (The Lord of the Rings: The Fellowship of the Ring)

### Miglior performance femminile (Best Female Performance)
- Nicole Kidman - Moulin Rouge!
- Kate Beckinsale - Pearl Harbor
- Halle Berry - Monster's Ball - L'ombra della vita (Monster's Ball)
- Angelina Jolie - Lara Croft: Tomb Raider
- Reese Witherspoon - La rivincita delle bionde (Legally Blonde)

### Miglior performance rivelazione maschile (Breakthrough Male Performance)
- Orlando Bloom - Il Signore degli Anelli - La Compagnia dell'Anello (The Lord of the Rings: The Fellowship of the Ring)
- DMX - Ferite mortali (Exit Wounds)
- Colin Hanks - Orange County
- Daniel Radcliffe - Harry Potter e la pietra filosofale (Harry Potter and the Philosopher's Stone)
- Paul Walker - Fast and Furious (The Fast and the Furious)

### Miglior performance rivelazione femminile (Breakthrough Female Performance)
- Mandy Moore - I passi dell'amore - A Walk to Remember (A Walk to Remember)
- Penélope Cruz - Blow
- Anne Hathaway - Pretty Princess (The Princess Diaries)
- Shannyn Sossamon - Il destino di un cavaliere (A Knight's Tale)
- Britney Spears - Crossroads - Le strade della vita (Crossroads)

### Miglior performance comica (Best Comedic Performance)
- Reese Witherspoon - La rivincita delle bionde (Legally Blonde)
- Eddie Murphy - Shrek
- Mike Myers - Shrek
- Seann William Scott - American Pie 2
- Chris Tucker - Colpo grosso al drago rosso - Rush Hour 2 (Rush Hour 2)

### Miglior cattivo (Best Villain)
- Denzel Washington - Training Day
- Aaliyah - La regina dei dannati (Queen of the Damned)
- Christopher Lee - Il Signore degli Anelli - La Compagnia dell'Anello (The Lord of the Rings: The Fellowship of the Ring)
- Tim Roth - Planet of the Apes - Il pianeta delle scimmie (Planet of the Apes)
- Zhang Ziyi - Colpo grosso al drago rosso - Rush Hour 2 (Rush Hour 2)

### Miglior performance di gruppo (Best On-Screen Team)
- Vin Diesel e Paul Walker - Fast and Furious (The Fast and the Furious)
- Casey Affleck, Scott Caan, Don Cheadle, George Clooney, Matt Damon, Elliott Gould, Eddie Jemison, Bernie Mac, Brad Pitt, Shaobo Qin e Carl Reiner - Ocean's Eleven - Fate il vostro gioco
- Jackie Chan e Chris Tucker - Colpo grosso al drago rosso - Rush Hour 2 (Rush Hour 2)
- Cameron Diaz, Eddie Murphy e Mike Myers - Shrek
- Ben Stiller e Owen Wilson - Zoolander

### Miglior bacio (Best Kiss)
- Jason Biggs e Seann William Scott - American Pie 2
- Nicole Kidman e Ewan McGregor - Moulin Rouge!
- Mia Kirshner e Beverly Polcyn - Non è un'altra stupida commedia americana (Not Another Teen Movie)
- Heath Ledger e Shannyn Sossamon - Il destino di un cavaliere (A Knight's Tale)
- Renée Zellweger e Colin Firth - Il diario di Bridget Jones (Bridget Jones's Diary)

### [Miglior combattimento (Best Fight)
- Jackie Chan e Chris Tucker contro la gang di Hong Kong - Colpo grosso al drago rosso - Rush Hour 2 (Rush Hour 2)
- Angelina Jolie contro il robot - Lara Croft: Tomb Raider
- Christopher Lee contro Ian McKellen - Il Signore degli Anelli - La Compagnia dell'Anello (The Lord of the Rings: The Fellowship of the Ring)
- Jet Li contro se stesso - The One

### Miglior sequenza d'azione (Best Action Sequence)
- La sequenza dell'attacco aereo - Pearl Harbor
- La caduta del primo elicottero - Black Hawk Down - Black Hawk abbattuto
- La corsa finale - Fast and Furious (The Fast and the Furious)
- La battaglia nelle catacombe - Il Signore degli Anelli - La Compagnia dell'Anello (The Lord of the Rings: The Fellowship of the Ring)

### Miglior sequenza musical (Best Musical Sequence)
- Nicole Kidman e Ewan McGregor - Moulin Rouge!
- Nicole Kidman - Moulin Rouge!
- Heath Ledger e Shannyn Sossamon - Il destino di un cavaliere (A Knight's Tale)
- Chris Tucker - Colpo grosso al drago rosso - Rush Hour 2 (Rush Hour 2)

### Miglior battuta (Best Line)
- "Oh, I Like your Outfit Too, Except When I Dress Up As a Frigid Bitch, I Try Not to Look so Constipated" - Reese Witherspoon - La rivincita delle bionde (Legally Blonde)
- "King Kong ain't got nuthin' on me!" - Denzel Washington - Training Day
- "Oh, It's Already Been Brought!" - Jaime Pressly - Non è un'altra stupida commedia americana (Not Another Teen Movie)
- "There's More to Life than Just Being Really, Really, Really Ridiculously Good Looking" - Ben Stiller - Zoolander
- "We Graduated High School. How Totally Amazing" - Thora Birch - Ghost World
- "Yeah, I Kind of Super Glue Myself, to, uh, Myself" - Jason Biggs - American Pie 2

### Miglior cameo (Best Cameo)
- Snoop Dogg - Training Day
- Charlton Heston - Planet of the Apes - Il pianeta delle scimmie (Planet of the Apes)
- David Bowie - Zoolander
- Dustin Diamond - Made - Due imbroglioni a New York (Made)
- Kylie Minogue - Moulin Rouge!
- Molly Ringwald - Non è un'altra stupida commedia americana (Not Another Teen Movie)

### Meglio vestito (Best Dressed)
- Reese Witherspoon - La rivincita delle bionde (Legally Blonde)
- Britney Spears - Crossroads - Le strade della vita (Crossroads)
- Thora Birch - Ghost World
- George Clooney - Ocean's Eleven - Fate il vostro gioco (Ocean's Eleven)
- Will Ferrell - Zoolander
- Ben Stiller - Zoolander

### Miglior nuovo film-maker (Best New Filmmaker)
- Christopher Nolan